# 欧塞维奥·莱亚尔
欧塞维奥·莱亚尔（西班牙語：Eusebio Leal，1942年9月11日—2020年7月31日），古巴历史学家，古巴共产党中央委员会委员（1991年起），第四至第九届全国人民政权代表大会代表（1993年起）。联合国教科文组织世界遗产“哈瓦那旧城”修缮工程总负责人。一生为挽救哈瓦那的历史文化遗产作出了巨大贡献。

## 生平
1942年生于哈瓦那。1959年开始在哈瓦那市政府工作，1967年被任命为哈瓦那城市博物馆馆长。曾获哈瓦那大学历史学学士学位。1980年获意大利外交部奖学金，赴意大利进修。1986年开始承担哈瓦那圣卡洛斯城堡和莫羅城堡的修复工作。1996年，出任联合国亲善大使。1997年获哈瓦那大学历史学博士学位。
2019年3月，英国王储查尔斯和夫人卡蜜拉首访古巴时，莱亚尔充当向哈瓦那旧城旅游向导。2019年11月，西班牙国王费利佩六世和莱蒂西亚王后访问古巴时，为其颁发卡洛斯三世大十字勋章。
2020年7月31日，在哈瓦那逝世。

## 荣誉
- 智者阿方索十世大十字勋章（2011年）[6]
- 天主教伊莎贝尔大十字勋章（2017年）[7]
- 联邦德国十字勋章（2017年）
- 俄罗斯友谊勋章（2018年）[8]
- 秘鲁太阳大十字勋章（2018年）
- 卡洛斯三世大十字勋章（2019年）[9]